# Tosca (sediment)
|  | No s'ha de confondre amb Incrustació. |

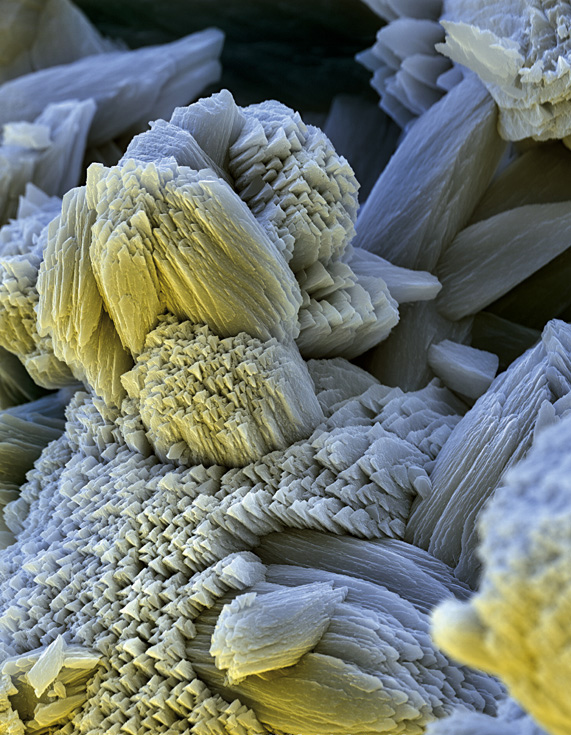
Tosca vista al microscopi electrònic

La tosca és un dipòsit sòlid, dur i guixós, que apareix a les parets de les calderes, olles o canonades que s'utilitzen plenes d'aigua durant molt de temps. La tosca està formada principalment per sals de metalls alcalinoterris, de carbonat de calci i de magnesi, i, en molt petit grau per silicats.
Un tipus especial de tosca és el residu d'evaporació a les salines, que conté principalment sal de taula.

## Dipòsit

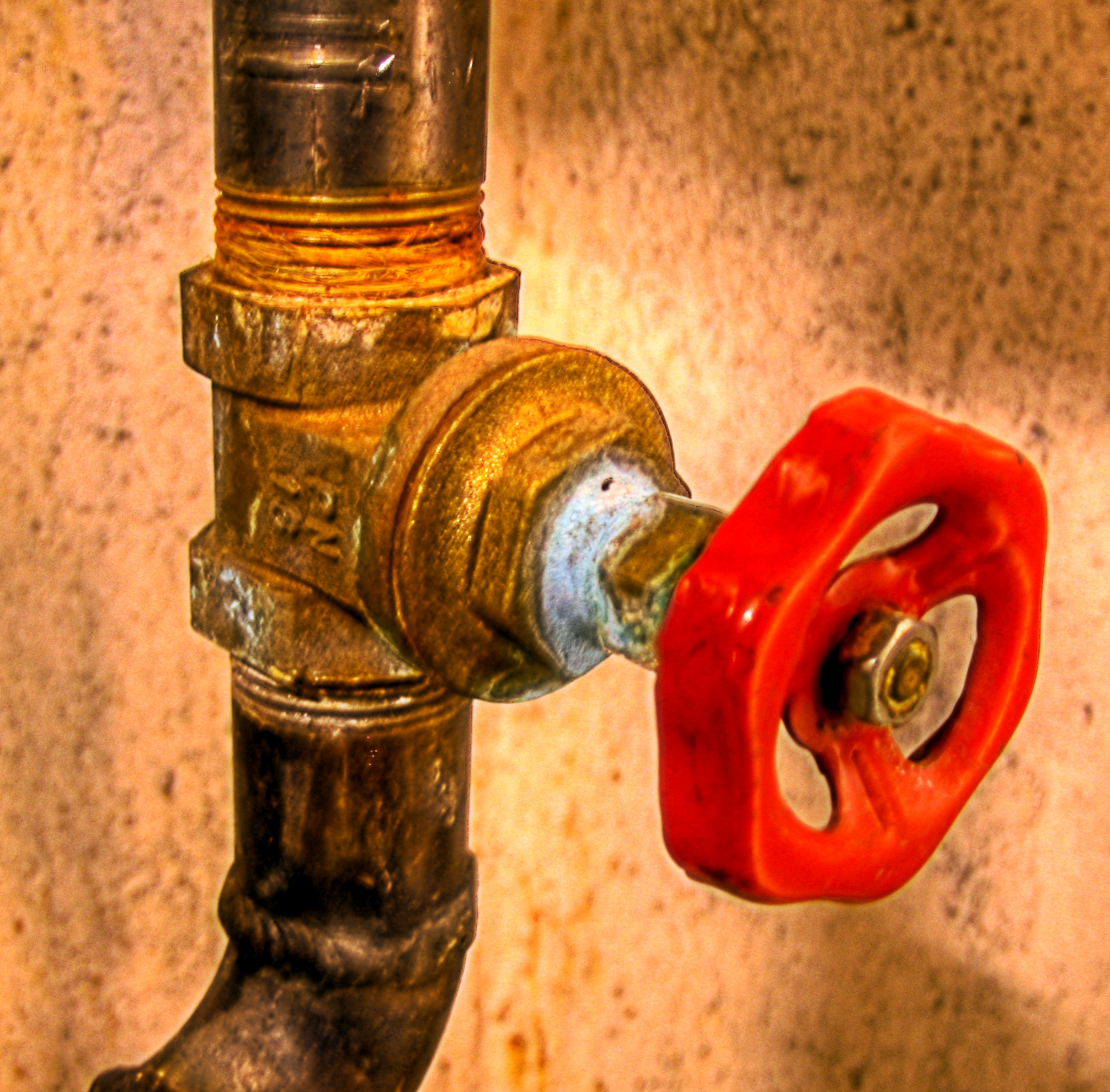
Dipòsits de calç en una vàlvula de tancament amb fuites

A les aigües superficials que flueixen a través del sòl calcari, els compostos de calci i magnesi es dissolen per l'àcid carbònic lligat (diòxid de carboni). La suma de les sals de calci i magnesi solia anomenar-se duresa total. En evaporar o escalfar aigua dura, el diòxid de carboni s'escapa, l'hidrogencarbonat de calci dissolt es converteix en carbonat de calci insoluble (=calç) i es produeix una precipitació, que es diposita a les parets del recipient als nuclis de cristal·lització ja existents. En augmentar la temperatura, la formació de tosca es pot descriure amb la següent reacció:
Per a la geologia i la química de la tosca vegeu Pedra calcària, per a una explicació més detallada de com es forma, vegeu també Duresa de l'aigua#Calc-Carbon-Equilibri.

## Eliminació

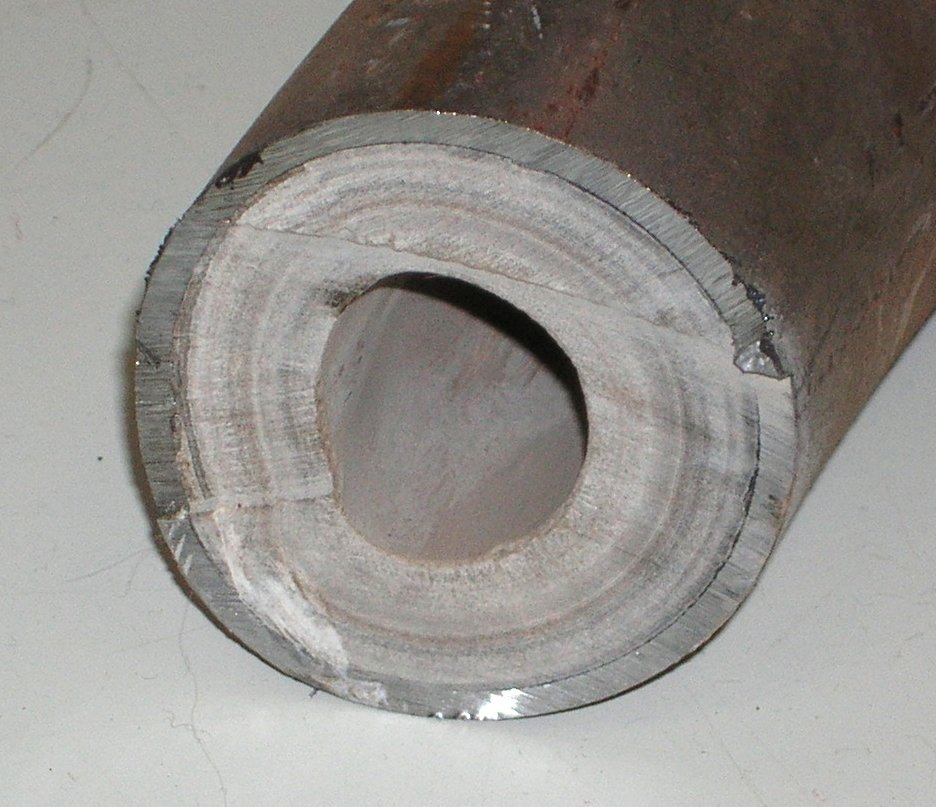
Un tub de calefacció amb una gruixuda capa de tosca

Les incrustacions de tosca s'eliminen generalment bullint amb àcids diluïts, com l'àcid cítric o l'àcid làctic. A més, el vinagre en particular és un remei casolà per a l'eliminació. Tanmateix, quan descalcifiqueu amb vinagre, assegureu-vos que penetri en qualsevol segell de goma (p. B. en una cafetera) ataca i fa porós. Especialment en màquines i canonades en què s'ha dipositat tosca durant anys o dècades, la tosca normalment només es pot eliminar mecànicament amb tocs o voladura. Quan s'utilitza àcid cítric, s'ha de tenir cura de no escalfar massa l'aigua, en cas contrari, el citrat de calci poc soluble pot precipitar (vegeu també l'article sobre l'àcid cítric).
Per evitar la formació de tosca, l'aigua es pot suavitzar abans d'utilitzar-la.
Una mesura coneguda com a tractament intern de l'aigua es basa en l'addició de fosfat a l'aigua de la caldera. Un excés provoca la formació de calci i Fosfat de magnesi, que s'instal·la com a fang a la part inferior de la caldera i s'elimina de la caldera per purga. Un procés similar s'utilitza per al tractament intern de l'aigua d'alimentació en locomotores de vapor.

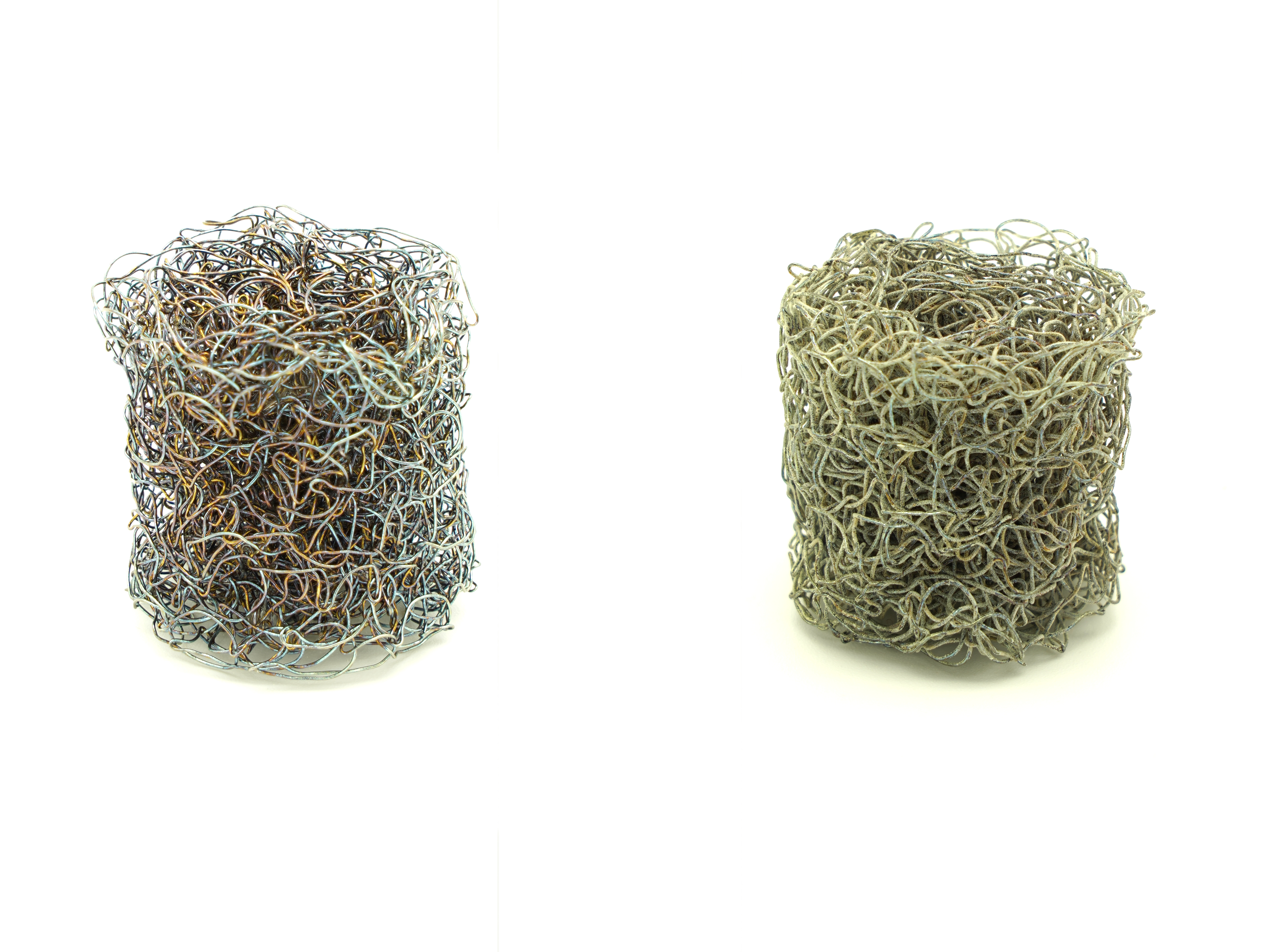
Eliminador de calç per a bullidors. Esquerra: acabat de descalcificar, dreta: dipòsits de calç al cap d'unes setmanes

A Itàlia, s'acostuma a posar un petit tros de marbre en un bullidor, a la superfície porosa del qual se suposa que s'assenta la calç. El mateix s'aplica a la malla d'acer inoxidable, que es col·loca a la caldera com a "recollidor de calç" i la superfície addicional de la qual lliga la calç.
Les calcificacions es dissolen amb àcid acètic d'acord amb la següent equació de reacció:
{\displaystyle \mathrm {2\ CH_{3}COOH+CaCO_{3}\longrightarrow Ca_{\ (aq)}^{2+}+2\ CH_{3}COO_{\ (aq)}^{-}+CO_{2}+H_{2}O} }

## Dipòsits de calç en calderes de vapor

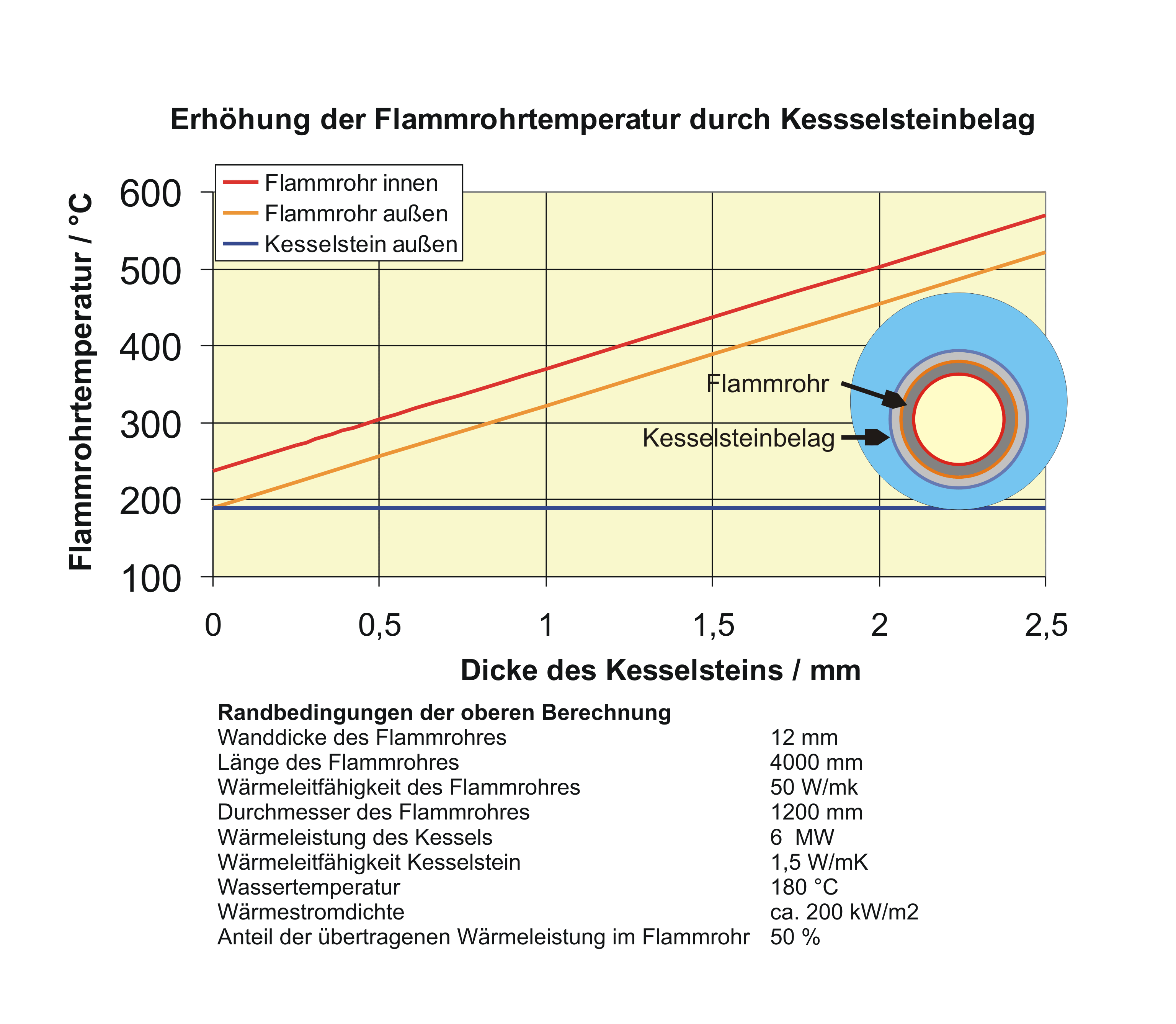
El diagrama mostra l'augment de la temperatura del tub de flama en una caldera de vapor com a resultat dels dipòsits de tosca

A les calderes de vapor que funcionen amb aigua de caldera mal tractada, la tosca es precipita, especialment a les superfícies de calefacció. La tosca de guix té una conductivitat tèrmica λ de 0,5 a 2,3 W/(m K) i escala rica en silicats de 0,08 a 0,18 W/(m K). En comparació amb l'acer (λ = 50 W/(m K)) la tosca té una conductivitat tèrmica molt baixa i, per tant, forma una capa aïllant a l'espai d'aigua. Això comporta un augment de la temperatura a les parets de les superfícies d'escalfament, amb el resultat que el material de les superfícies sobreescalfades s'expandeix més i això pot provocar esquerdes, especialment en les soldadures.
A les calderes de tubs d'aigua i als generadors de vapor d'alta velocitat, els tubs d'aigua poden estar tan obstruïts amb dipòsits de tosca que s'interromp el pas i, per tant, el refredament de la paret. Els dipòsits de tosca molt gruixuts condueixen a una reducció del punt de fluència del material a causa de l'elevada temperatura de la paret. Depenent de la direcció de l'estrès de pressió a la caldera, els components afectats poden trencar-se o enfonsar-se, i això pot provocar una fallada de la caldera (explosió de la caldera).
A causa de l'efecte aïllant de la tosca de la caldera, es redueix la transferència de calor a la caldera. La temperatura de sortida dels gasos de combustió augmenta notablement i, per tant, l'eficiència de la combustió, és a dir, la diferència de temperatura entre la llar i la xemeneia, disminueix.
Al segles 19 i 20, les calderes de vapor funcionaven majoritàriament sense tractament d'aigua. Per tant, la tosca de la caldera va haver de ser tallada mecànicament amb martells de picota. La càrrega tèrmica específica a les superfícies de calefacció de les calderes de corró i tub de flama utilitzades en aquell moment era relativament baixa, i les calderes no tenien zones crítiques pel que fa als dipòsits d'incrustacions, per la qual cosa era possible aquest mode de funcionament. Els dissenys moderns de calderes de vapor amb altes eficiències de cocció (calderes de tub de flama/tub de fum) es poden danyar per dipòsits de calç fins i tot després d'un curt període de funcionament. Per tant, el tractament de l'aigua d'alimentació amb suavització és absolutament necessari i estipulat a la normativa (p. B. TRD 611).